# Bengawan Solo
Bengawan Solo is een bekend Indonesisch lied dat gaat over de rivier de Solo die door centraal en Oost-Java, Indonesië, stroomt.
Het lied beschrijft op een poëtische manier de legendarische rivier, dat deze omringd wordt door bergen, dat de bron bij de plaats Solo ligt, dat de rivier in de zee uitmondt, en dat kooplui er altijd gebruik van maken.
Geschreven in 1940 door Gesang Martohartono, valt het onder het krontjong-genre. De Japanners brachten het lied mee naar Japan na de terugkeer van hun bezetting van het land in de Tweede Wereldoorlog. Ook in de rest van Azië en in het Westen werd het lied later bekend.
Zeer veel artiesten hebben het lied vertolkt, onder wie Andy Tielman, Waldjina, Toshi Matsuda, Iwan Fals (duet met de schrijver), Anneke Grönloh, Rebecca Pan, Wieteke van Dort, Lisa MacKeag en Frances Yip.
Naar Bengawan Solo zijn ook onder meer restaurants genoemd.

## Tekst van het lied (moderne spelling)
Bengawan Solo, riwayatmu ini
sedari dulu jadi perhatian insani
musim kemarau, tak seberapa airmu
di musim hujan air meluap sampai jauh ...
Mata airmu dari Solo
terkurung gunung seribu
air mengalir sampai jauh
akhirnya ke laut ...
Itu perahu, riwayatmu dulu
kaum pedagang s'lalu naik itu perahu

## Oude spelling
Bengawan Solo, riwajatmoe ini
sedari doeloe djadi perhatian insani
Moesim kemarau, ta' seberapa airmoe
Di moesim hoedjan air meloeap sampai djaoeh...
Mata airmoe dari Solo
terkoeroeng goenoeng seriboe
air mengalir sampai djaoeh
achirnja ke laoet...
Itoe perau, riwajatmoe doeloe
kaoem pedagang s'laloe naïk itoe perau